# ものまねバトル
『ものまねバトル』（MONOMANE BATTLE）は、日本テレビ系列で1994年12月13日から2009年1月4日まで放送されたものまね番組である。また、番組タイトルは2度変更されている。変更内容は以下参照。
番組タイトルの歴史
- 第1回-第26回 
『超豪華!史上最強!ものまねバトル大賞』
- 第27回-第43回 『ものまねBATTLE』
- 第44回-第49回 『ものまねバトル』

## 概要
1994年12月14日に『史上最高そっくり大賞』からタイトルを改題し、『超豪華!史上最強!ものまねバトル大賞』と言うタイトルでスタート。なお、番組タイトルロゴは3度変わっている。
スタート当初は4チームの対抗戦で紅白になったのは第5回から第47回であり、第30回から第33回は紅白を“昭和”と“平成”のものまね対象の年代別にチームに分け第34回からは再び紅白チーム対戦に戻したが、第48回のみランキング形式の個人戦で行われた。
番組開始から勝敗の判定は総合結果のみであったが、第29回から（第48回を除く）は対決ごとにゲスト審査員8人・観客92人の総勢100人の多数決審査が導入された。
年末特番から新春特番になったのは1998年からのこと（元日の放送は2001年まで、2002年まで2004年までは1月2日、放送時間は2004年は『金曜ロードショー』枠（21:00 - 23:24(JST･以降略)）、2006年からは1月3日の放送）。

これまで日本テレビは正月に『番組対抗かくし芸大会』や『欽ちゃんの仮装大賞』などをフジテレビの『新春かくし芸大会』の真裏に放送していたが、視聴率の伸び悩みを打開すべく1998年・1999年・2002年の3回は『かくし芸』の時間帯にぶつけてきた。
1998年・2002年では『かくし芸』を抜き同時間帯トップを獲得。2003年・2004年は視聴率が期待していたほど取れなかった為、2005年の新春特番の放送を取りやめ2004年年末に『火曜サスペンス劇場』枠で放送した。以降はほぼ春・秋の改編期と年末に放送されてきた。
2005年春に『火曜サスペンス劇場』枠に放送。『ものまねバトル』特番自体の放送時間（新春特番を除く）は第28回までは19:00 - 21:30までの放送だったが、第29回から主に21:00 - 23:24（2005年9月以降は月曜の放送に固定）の放送になった（第39回と最終回は日曜19:00 - 21:54）。
また、1999年から2004年には夏場（19:00 - 20:54）に特別企画として『スーパースペシャル』（のちの『THEスペシャル!』）で放送されていた。
テレビ大分とテレビ宮崎は日本テレビ系列同時ネットになる時間帯の回だけ放送しており、FNSフルネット局の沖縄テレビも『土曜サスペンス劇場』以後の火曜21時 - 23時のドラマ枠の遅れ放送において、放送していた。
司会の研ナオコ、レギュラーのコロッケ、岩本恭生、篠塚満由美、松下桂子等、フジテレビ『ものまね王座決定戦』から移動してきた者も多い。
2009年5月3日から2023年12月12日まで次のものまね特番である『ものまねグランプリ』を放送していた。

### コーナー
- 第6回から、若手ものまねタレントや一般参加者が次回の出場権をかけて争う「ものまねスター誕生!」というコーナーが放送されている。
- 第26回には桑田佳祐選手権、第27回には和田アキ子選手権、第28回には志村けん選手権というコーナーが放送されている。
- 第29回から当時のテレビドラマをものまねで再現する「ものまねタイムマシーン」が開始。
- 第47回からは関根勤が進行役のコーナー「なりきりムリヤリコレクション」が開始し、第48回からはTake2が進行役のコーナー「そっくりさんいらっしゃい!」が開始した。

## 放送日時・MVP・視聴率
視聴率は関東地区、ビデオリサーチ社調べ。
| 回数 | 放送日時 （JST）             | 優勝         | MVP          | 視聴率              | 備考 |
| ---- | ---------------------------- | ------------ | ------------ | ------------------- | --- |
| 1    | 1994年12月14日 19:00 - 20:54 | 俳優チーム   | 岩本恭生     | 18.6%               | 「歌手チーム」「スポーツチーム」「俳優チーム」「バラエティーチーム」の4チームの対抗戦 |
| 2    | 1995年3月18日 19:00 - 21:24  | 吉村チーム   | 川野太郎     | 17.9%               | 「三田村邦彦チーム」「地井武男チーム」「吉村明宏チーム」「柳沢慎吾チーム」の4チームの対抗戦 |
| 3    | 1995年9月29日 19:00 - 20:54  | 三田村チーム | 網浜直子     | 14.3%               | 「三田村邦彦チーム」「加賀まりこチーム」「川野太郎チーム」「長谷川初範チーム」の4チームの対抗戦 |
| 4    | 1995年12月4日 19:00 - 20:54  | 三田村チーム | 美木良介     | 18.3%               | 「三田村邦彦チーム」「長谷川初範チーム」「美木良介チーム」「川野太郎チーム」の4チームの対抗戦 |
| 5    | 1996年3月22日 19:00 - 21:24  | 白組         |              | 20.8%               | この回からは殆どが紅白の対抗戦に。また、一時的にMVPを廃止。 |
| 6    | 1996年6月15日 19:00 - 20:54  |              |              | 14.4%               | この回は審査員5人と司会者2人から特別賞を設け、選ばれた人は次回の放送での出場権を得られた。 |
| 7    | 1996年9月16日 19:00 - 21:24  |              |              | 21.6%               | |
| 8    | 1996年12月30日 18:30 - 21:24 |              |              | 17.7%               | |
| 9    | 1997年3月18日 19:00 - 21:24  |              |              | 21.4%               | |
| 10   | 1997年9月30日 19:00 - 21:24  | 赤組         |              | 16.1%               | |
| 11   | 1998年1月1日 18:30 - 21:24   | 白組         |              | 14.5%               | |
| 12   | 1998年3月17日 19:00 - 21:24  | 白組         |              | 21.6%               | |
| 13   | 1998年7月4日 19:00 - 20:54   | 白組         |              | 11.4%               | |
| 14   | 1998年9月30日 19:00 - 21:24  | 赤組         |              | 19.5%               | |
| 15   | 1999年1月1日 18:30 - 21:24   | 赤組         |              | 14.9%               | |
| 16   | 1999年3月24日 19:00 - 21:24  |              |              | 16.2%               | |
| 17   | 1999年9月29日 19:00 - 21:24  | 引き分け     |              | 18.0%               | |
| 18   | 2000年1月1日 18:00 - 21:24   | 赤組         |              | 18.9%               | |
| 19   | 2000年3月23日 19:00 - 21:24  | 白組         |              | 19.3%               | |
| 20   | 2000年9月25日 19:30 - 21:54  | 紅組         |              | 16.7%               | この日はこの番組の前後に『シドニーオリンピック中継』が放送された為（番組のその前が中継枠・この番組の後にデイリーハイライト）、2時間半の放送だが、変則的な放送時間となった。ライバルの『ものまね王座決定戦』は同時期に終了し、『ものまね紅白歌合戦』へとリニューアルされた。 |
| 21   | 2001年1月1日 18:30 - 21:24   | 白組         |              | 13.9%               | |
| 22   | 2001年3月29日 19:00 - 21:54  | 赤組         |              | 15.6%               | |
| 23   | 2001年10月1日 19:00 - 21:24  | 白組         |              | 17.0%               | |
| 24   | 2002年1月2日 18:00 - 20:54   | 白組         |              | 14.5%               | |
| 25   | 2002年4月4日 19:00 - 21:24   | 赤組         |              | 13.1%               | |
| 26   | 2002年9月24日 19:00 - 21:24  | 白組         |              | 10.2%               | |
| 27   | 2003年1月2日 18:00 - 20:54   |              |              | 一部7.9%、二部11.6% | |
| 28   | 2003年3月20日 19:00 - 21:24  | 赤組         |              | 12.0%               | 「40才以上チーム」を紅組、 「40才以下チーム」を白組に分けた。 |
| 29   | 2003年9月25日 21:00 - 23:24  | 白組         |              | 17.6%               | |
| 30   | 2004年1月2日 21:00 - 23:24   | 赤組         |              | 14.9%               | |
| 31   | 2004年3月18日 21:00 - 23:24  | 赤組         |              | 14.6%               | |
| 32   | 2004年9月22日 21:00 - 23:24  | 白組         | 西尾夕紀     | 16.4%               | |
| 33   | 2004年12月21日 21:30 - 23:54 | 紅組         | 山寺宏一     | 12.6%               | この回で放送10周年を迎えた。 |
| 34   | 2005年3月22日 21:00 - 23:24  | 紅組         | はなわ       | 19.6%               | |
| 35   | 2005年7月18日 21:00 - 23:24  | 紅組         | ホリ         | 18.8%               | |
| 36   | 2005年10月3日 21:00 - 23:24  | 白組         | 山寺宏一     | 13.9%               | |
| 37   | 2006年1月3日 20:00 - 23:24   | 白組         | コロッケ     | 10.8%               | |
| 38   | 2006年3月22日 21:00 - 23:24  | 紅組         | 前田健       | 15.0%               | |
| 39   | 2006年10月8日 19:00 - 21:54  | 白組         | ザ・たっち   | 14.1%               | |
| 40   | 2006年12月18日 21:00 - 23:24 | 白組         | 西尾夕紀     | 15.6%               | |
| 41   | 2007年1月3日 21:00 - 23:24   | -            | -            | 16.2%               | 『ベストアーティストアワード2007』のため、 特別編にもあたる。 |
| 42   | 2007年3月26日 21:00 - 23:24  | 白組         | コロッケ     | 15.3%               | |
| 43   | 2007年6月21日 19:00 - 20:54  | -            | -            | 10.3%               | 『傑作選』のため、番外編にもあたる。 |
| 44   | 2007年8月2日 19:00 - 20:54   | -            | -            | 10.9%               | 『真夏の名曲 頂上決戦!』のため、番外編にもあたる。 |
| 45   | 2007年10月1日 21:00 - 23:18  | 紅組         | 山寺宏一     | 11.9%               | |
| 46   | 2008年1月7日 21:00 - 23:18   | -            | -            | 13.4%               | 『ベストアーティストアワード2008』のため、 番外編にもあたる。 |
| 47   | 2008年4月7日 21:00 - 23:18   | 白組         | イジリー岡田 | 11.3%               | |
| 48   | 2008年9月22日 21:00 - 23:18  | -            | -            | 11.9%               | この回のみ紅白対抗戦ではなく、「歌ものまね」と 「お笑いものまね」の部門別での得点で競い チャンピオンを決める内容だった。 また、番外編にもあたる。 |
| 49   | 2009年1月4日 19:00 - 21:54   | 白組         | -            | 12.8%               | 『最終回スペシャル』のため、番外編にもあたる。 |

### 番外編
| 放送日時                        | 放送枠             | 備考                                                          |
| ------------------------------- | ------------------ | ------------------------------------------------------------- |
| 1999年7月24日                   | スーパースペシャル |                                                               |
| 2000年7月1日                    | スーパースペシャル |                                                               |
| 2001年7月7日                    | スーパースペシャル |                                                               |
| 2002年7月20日                   | スーパースペシャル |                                                               |
| 2002年12月21日                  | スーパースペシャル |                                                               |
| 2003年6月28日                   | スーパースペシャル |                                                               |
| 2004年6月19日                   | THEスペシャル!     |                                                               |
| 2004年10月31日（13:30 - 15:25） | 日曜特番           | 本来は同年10月23日（19:00 - 20:54）に放送される予定であった。 |

## 歴代司会者
| 回数 | 回数   | メインパーソナリティ | 総合司会（アシスタント）       |
| --- | ------ | -------------------- | ------------------------------ |
| 第1回 | 第1回  | 板東英二             | 大神いずみ                     |
| 第2回 | 第4回  | ヒロミ、山瀬まみ     | 福澤朗（第1期）                |
| 第5回 | 第5回  | 研ナオコ1・2、ヒロミ | 朝岡聡、山瀬まみ               |
| 第6回 | 第6回  | 研ナオコ1・2、ヒロミ | 藤井恒久、山瀬まみ             |
| 第7回 | 第19回 | 研ナオコ1・2、ヒロミ | 関谷亜矢子、藤井恒久（不定期） |
| 第19回 | 第27回 | 研ナオコ1・2、ヒロミ | 松本志のぶ3、羽鳥慎一（第1期） |
| 第28回 | 第32回 | 研ナオコ1・2、ヒロミ | 福澤朗（第2期）                |
| 第33回 | 第33回 | 研ナオコ1・2、ヒロミ | 福澤朗、宮崎宣子               |
| 第34回 | 第41回 | 研ナオコ1・2、ヒロミ | 福澤朗                         |
| 第42回 | 最終回 | 研ナオコ1・2、ヒロミ | 羽鳥慎一（第2期）              |
| 補足 - 1 フジテレビの『ものまね王座決定戦』より異動。 - 2 本番組終了後の2009年9月29日にはフジテレビの『爆笑そっくりものまね紅白歌合戦スペシャル』にゲスト出演した。 - 3 2009年12月から2011年4月まで後番組『ものまねグランプリ』の司会を担当。 - 福澤に関しては『ズームイン!!サタデー』の総合司会に起用されたため一旦降板したが、降板後も司会復帰まで番組ナレーションを担当していた。 - 羽鳥に関しては『ズームイン!!SUPER』の総合司会に起用されたため『ズームイン!!』を降板した福澤と交代になってしまったが、2007年に福澤がTBSの『ピンポン!』に専念のため勇退し第42回〜第49回まで『ズームイン!!』と兼任で務めていた。 |        |                      |                                |

特別司会（コーナー司会等）
- 宮崎宣子（第29回〜第38回、客席レポーター・第33回は福澤と共に総合司会を担当）
- 中村克洋（『NHK風で格調高いメドレーコーナー』担当）
- 松尾英里子（第42回・第43回）
- 関根勤（第47回・第48回、「ムリヤリなりきりコレクション」担当）

ほか

## 出演者

### レギュラー
- コロッケ（番組開始当初から）
- 岩本恭生（番組開始当初から。2008年から岩本恭省名義で出演していたが、番組終了後の2012年に元の芸名に戻した）
- コージー冨田（ものまねスター誕生!司会者）
- 原口あきまさ（第7回から。ものまねスター誕生!司会者）
- 神奈月（第2回から）
- イジリー岡田（第8回から）
- ノブ&フッキー（第4回から）
- はなわ（第25回から）
- ホリ（第20回から）
- トニーヒロタ
- 西尾夕紀
- 相沢真紀（第31回から）
- Take2（「そっくりさんいらっしゃい!」司会者）
- 山崎邦正
- ビックスモールン（第30回から）
- 前田健（第22回から）
- 有吉弘行（第36回から）
- 小野正利
- 民秋&よっぴ
- 二宮優樹（第33回から）
- ツートン青木(下記の青木隆治とは実の親子である)
- 青木隆治（第34回から、ツートン青木の息子）
- 山寺宏一（DJ風曲紹介進行は第34回から）
- キムコ（第33回から）
- 福下恵美（第36回から）
- 島田ひでとし
- 吉田雄二
- よっしー
- 堀圭一郎
- 大橋光（第44回から）
- ザ・たっち（第34回から）
- HEY!たくちゃん（第45回から）
- 麻倉未稀
- 峠恵子
- 花香芳秋
- 芋洗坂係長（第47回から）
- みっちー（第47回から）
- まねだ聖子
- 松下桂子
- 松本梨香
- 小澤純一
- 翔子
- 勇次
- 古賀シュウ
- 中森あきない
- なだぎ武
- しのぶちゃん
- はるな愛
- KURO
- NinKi Kids
- 竹原ひろみ
- 鶴久政治
- 土浦ーズ（土浦市内の同じショーパブで働く従業員同士で結成）

### そのほかのレギュラー
過去にレギュラー出演していた者も特別版もしくは通常版にはゲストとして出演する者が多い。
- 三田村邦彦（キャプテン経験あり）
- あべ静江（キャプテン経験あり）
- 篠塚満由美
- 加藤高道
- 冨永みーな
- 新田純一
- 網浜直子
- 松山三四郎
- 神田利則
- コロンブス
- ピーピングトム
- ダウソタウソ
- ミニミニ長渕
- 谷村仁司
- ダンシング谷村 (「GO！ピロミ」としても登場)
- 野呂五郎
- 渋谷哲平
- 林寛子
- 小金沢昇司
- ポカスカジャン
- 木村昴（「ミニミニ羽賀研二」名義）
- もも
- 石塚英彦（ホンジャマカ）
- 内山信二
- ドロンズ石本
- 沢田亜矢子
- カイヤ
- 穴井夕子
- 斉藤こず恵
- 水田竜子
- 根本はるみ
- チュチュチュファミリー
- インスタントジョンソン
- そのまんま美川
- オセロ
- 飯島愛
- スピードワゴン
- アンジャッシュ
- 東海林のり子
- シェイプUPガールズ
- 宮前真樹
- デーブ・スペクター
- 五月みどり
- トミーズ雅
- 吉野紗香
- ジェームス小野田
- 浜口順子
- 神田うの
- 森下千里
- 中川家
- ザ・ニュースペーパー
- 関根麻里
- あさりど
- ゆうたろう
- 葉月パル
- ゆっぴー
- にしおかすみっこ
- 小林千絵
- オキシジェン
- レギュラー

ほか

## 審査員

### レギュラー審査員
- 平尾昌晃（審査委員長）
- 原日出子
- 田代まさし

順不同。（超豪華!史上最強!ものまねバトル大賞）
【第３回】
原日出子、忍者（柳沢 超・高木延秀）、藤谷美紀、桜井長一郎
竜 雷太、リサ・ステッグマイヤー、平尾昌晃、梅宮アンナ
【第５回】
平尾昌晃、原日出子、京本政樹、羽野晶紀、嘉門達夫、森公美子、田代まさし
【第７回】
平尾昌晃、原日出子、オスマン・サンコン、安達祐実、伊東四朗、森公美子、田代まさし
【第８回】
平尾昌晃、田代まさし、鈴木杏樹、内海好江、市毛良枝、高田純次、相原 勇、欧陽菲菲、タケカワユキヒデ
【第９回】
平尾昌晃、原日出子、東海林のり子、坂上二郎、伊東四朗、森公美子、田代まさし
【第10回】
平尾昌晃、原日出子、伊東四朗、東海林のり子、松木安太郎、城島 茂、田代まさし
【第11回】
奥菜 恵、国生さゆり、舞の海秀平、平尾昌晃、KORN、安達祐実、野村克也、大林素子、田代まさし
【第12回】
小林幸子、橋田壽賀子、奥菜 恵、平尾昌晃、田代まさし、陣内貴美子、田村亮子、パッパラー河合
【第13回】
平尾昌晃、橋田壽賀子、陣内貴美子、斉藤慶子、藤岡 弘、高樹沙耶、香坂みゆき
【第14回】
平尾昌晃、原日出子、大林素子、東海林のり子、デーブ大久保、菊池麻衣子、スージー・カン、田代まさし
【第15回】
平尾昌晃、原日出子、森公美子、安達祐実、デーモン小暮、橋 幸夫、崔 洋一、田村亮子、野村沙知代、田代まさし
【第16回】
平尾昌晃、原日出子、早見 優、石田純一、中尾 彬、デーブ大久保、菊池麻衣子、マリアン、田代まさし
【第17回】
平尾昌晃、原日出子、萩原流行、川原亜矢子、香坂みゆき、鈴木史朗、菊池麻衣子、赤井英和
【第18回】
平尾昌晃、原日出子、森公美子、石田純一、松岡修造、梅宮アンナ、早見 優、松方弘樹、デヴィ・スカルノ、峰 竜太
【第19回】
平尾昌晃、原日出子、菊池麻衣子、松岡修造、小林幸子、峰 竜太、瀬川瑛子、田代まさし
【第20回】
平尾昌晃、原日出子、渡辺篤史、早見 優、瀬川瑛子、角田信朗、安達祐実、田代まさし
【第21回】
平尾昌晃、原日出子、王 理恵、秋吉久美子、松岡修造、パパイヤ鈴木、佐伯美香、錦戸親方、香坂みゆき、内藤剛志
【第22回】
平尾昌晃、斉藤慶子、渡辺篤史、未唯、中村江里子、つのだ☆ひろ、瀬川瑛子、石田純一
【第23回】
平尾昌晃、原日出子、渡辺篤史、岩崎宏美、石田純一、畑山隆則、大山のぶ代、えなりかずき、相田翔子、野口五郎
【第24回】
平尾昌晃、原日出子、熊谷真実、谷川真理、野口五郎、斉藤慶子、ケイン・コスギ、えなりかずき、中村江里子、パパイヤ鈴木
【第25回】
平尾昌晃、原日出子、岩崎宏美、熊谷真実、パパイヤ鈴木、安達祐実、槙原寛己、森公美子
【第26回】
平尾昌晃、原日出子、中島啓江、熊谷真実、山咲トオル、三倉茉奈・佳奈、北村総一朗、えなりかずき、和泉節子
【第27回】
平尾昌晃、原日出子、松岡修造、秋吉久美子、森公美子、高橋尚成・元木大介、西村知美、地井武男、磯野貴理子、えなりかずき

## 本番組に出演したゲスト（御本人・コーナーゲストなど）
- 中森明菜
- 柏原芳恵
- 五木ひろし
- 細川たかし
- 北島三郎
- 八代亜紀
- 岩崎宏美
- 関根勤
- 小堺一機
- 志村けん
- 和田アキ子
- 野口五郎
- アグネス・チャン
- 瀬川瑛子
- 河村隆一
- 加藤和也
- 浅草キッド
- うなずきトリオ
- 森川由加里
- ルー大柴
- 渡辺真知子
- 早見優
- ヨネスケ
- 沢田知可子
- わらべ
- 坂本一生
- 徳光和夫
- 徳光正行
- ダンディ坂野
- バカルディ
- 坂本ちゃん
- 柳沢慎吾
- 橋本真也
- おぎやはぎ
- 佐々木健介・北斗晶夫妻
- 清水ミチコ
- ブライアン・ウォルターズ
- ジャガー横田・木下博勝夫妻
- 水木一郎
- 西川史子
- 城咲仁
- ボビー・オロゴン
- 萩原流行
- マキタスポーツ
- 堀越のり
- 小出真保
- 斎藤洋介
- 蛭子能収
- 和泉節子・元彌親子
- ビトタケシ
- ケロッケ（コロッケの姉）
- JUNJUN
- 鈴木早智子
- きくち英一
- 小林幸子
- 魚住りえ (元日本テレビアナウンサー)

　ほか

## 姉妹番組
- 「ものまねバトル☆CLUB」（毎月第3水曜深夜 45分枠）

- 『やんちゃ』

- 『まねキン』

- 『ニッテる！』

## 関連番組
- ものまねグランプリ - 当番組の後身にあたるものまね番組。2009年から不定期放送されている。司会はネプチューン。

## 再放送
- 2011年12月よりCS放送の日テレプラスで第1回からの再放送を実施している。ただし、権利上の理由から一部のシーンをカットしている回や、放送が予定されていない回（第5回、第8回、第10回、第11回、第12回、第14回、第15回、第16回、第19回、第20回、第24回）が存在する。

## スタッフ

### レギュラースタッフ
- 企画：萩原敏雄、牛丸謙壱（牛丸→以前はプロデューサー）
- ナレーター：佐藤賢治
- 構成：玉井貴代志／関根清貴、川原慶太郎、川上トリオ、金沢達也
- ディレクター：佐津川陽 (IVSテレビ)、澤井慎幸 (IVSテレビ)／江成真二 (日本テレビ)、徳永清孝（日本テレビ）
- 演出：中山憲明 (IVSテレビ)（以前は総合演出）、高谷和男 (日本テレビ)
- プロデューサー：松本浩明 (日本テレビ)／佐藤俊一（アンメック）、萩原朋子 (IVSテレビ)
- チーフプロデューサー：鈴木雅人（日本テレビ）
- 制作協力：USテレビ
- 製作著作：日本テレビ

### 以前のスタッフ
- 構成：中井まろやか
- 監修︰田中友正
- ディレクター：尾高賢哉、長谷川賢一、田口マサキ(正樹)、成田千明、内田功、小川明人、佐藤健二郎、野澤尚弘、田中久義
- プロデューサー：篠木為八男、中村元気、上田識喜（篠木・中村・上田→日本テレビ）、藤瀬昇
- 総合演出→プロデューサー・演出：高木章雄（日本テレビ）
- チーフプロデューサー：吉岡正敏(後にエグゼクティブディレクター)、佐野譲顕、吉田真、政橋雅人、土屋泰則（全員日本テレビ）